# Каёмчатая клубовидка
Каёмчатая клубовидка (лат. Glomeris marginata) — распространённый в Европе вид многоножек-броненосцев из семейства сверташек. Короткая многоножка, круглая в поперечном сечении, способная свёртываться в клубок при опасности. Подобное поведение наблюдается у броненосцев и у мокриц-броненосцев.

## Распространение
Каёмчатая клубовидка встречается в центральной и северной Европе, от Польши и Скандинавии до Испании и Италии. На Британских островах она встречается везде южнее Центрального пояса Шотландии.

## Описание

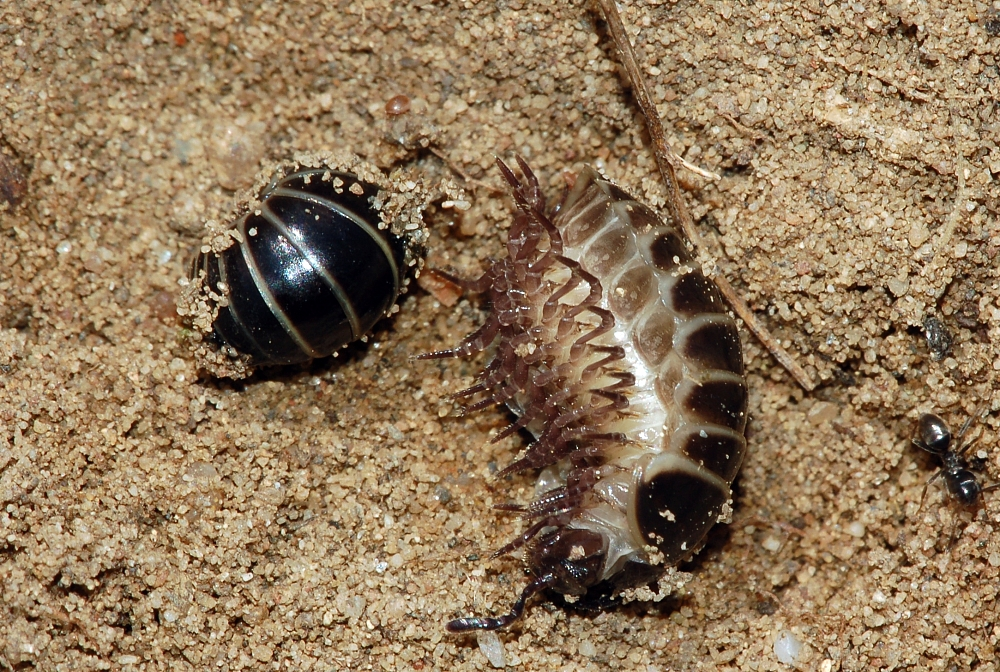
Нижняя сторона каёмчатой клубовидки — заметны две пары ног на каждый сегмент тела

Каёмчатая клубовидка достигает в длину до 2 см и в ширину 8 мм. Она покрыта двадцатью чёрными спинными щитками с белыми каёмками. Каждый сегмент, кроме передних и задних, содержит по две пары ног, примерно 18 пар в сумме. Это отличает многоножек-броненосцев от мокриц-броненосцев — мокрица имеет 7 пар ходильных ног, по одной паре на сегмент тела, в то время как многоножки имеют больше пар ног, по две пары на каждый заметный сегмент тела.
В состоянии, свёрнутом в клубок, каёмчатая клубовидка отличается от мокриц-броненосцев асимметрией клубка; мокрица сворачивается в почти идеальный шарик Кутикула темнее и более блестящая, а антенны короче.. Голова и хвост мокрицы содержат больше маленьких пластин, в то время как голова каёмчатой клубовидки защищена одним большим щитком. Клубовидка лишена уропод — последней пары брюшных конечностей (хвостовой вилочки), в то время как у мокрицы уроподы есть.
Каёмчатые клубовидки обычно чёрные, хотя изредка встречаются экземпляры красного, жёлтого и коричневого цветов.

## Экология

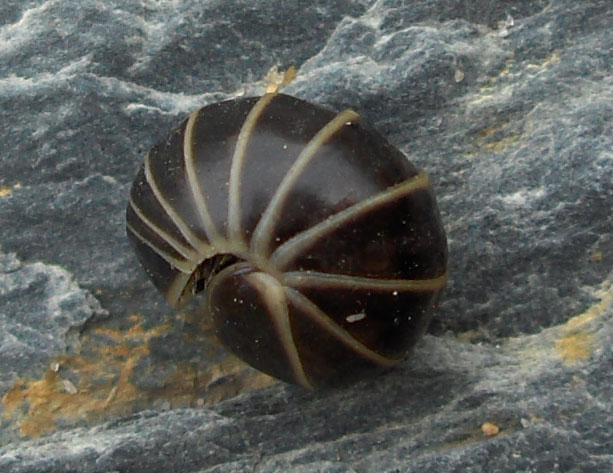
Клубовидка каёмчатая начинает развёртываться из защитной позы

Каёмчатая клубовидка живёт в опавших листьях, в траве и под камнями, предпочитая известковые почвы. В садах они нередки вдоль живых изгородей и там, где под старыми стенами извёстка начала осыпаться в почву. Она меньше чувствительна к высыханию, чем большинство многоножек, и может быть найдена в открытых местах, иногда даже в солнечную погоду, хотя больше активна ночью и предпочитает влажные места. Каёмчатая клубовидка питается старыми гнилыми листьями и отвечает за переработку значительной части веществ в опавших листьях.
Среди хищников, охотящихся на каёмчатую клубовидку, отмечаются обыкновенный скворец, обыкновенная жаба, трубковые пауки, и обыкновенный ёж. Кроме сворачивания в клубок, каёмчатая клубовидка выделяет ядовитые вещества, чтобы отогнать потенциальных хищников, как делают многие многоножки. Выделяется от одной до десяти капель вязкой жидкости, содержащей гломерин и гомогломерин (алкалоиды из группы хиназолинона), растворённые в водянистой белковой массе. Эти вещества ядовиты или неприятны для пауков, насекомых и позвоночных, а жидкость достаточно липкая, чтобы склеить ноги муравьёв. Полностью истратив эти защитные вещества, клубовидка лишь за четыре месяца может восстановить их запасы.

## Размножение и жизненный цикл
Спаривание происходит периодично весной и летом. Самцы каёмчатой клубовидки способны выделять феромоны, привлекающие самок, хотя они эффективны лишь на коротких расстояниях. Затем самец вводит сперму в самку с помощью гоноподов — видоизменённых ног. После оплодотворения самка откладывает 70-80 яиц, каждое диаметром 1 мм, и каждое поодиночке завёрнуто в капсулу из переваренной почвы. Вылупление из яиц происходит примерно через 2 месяца — срок зависит от температуры. Развитие длится три месяца и включает в себя девять линек, за которыми линьки происходят периодически во взрослом состоянии. Самки плодовиты несколько лет и могут произвести 6 выводков за жизнь, продолжительность которой может составлять до 11 лет.